# Dicranomyia (Dicranomyia) coxitalis
Dicranomyia (Dicranomyia) coxitalis is een tweevleugelige uit de familie steltmuggen (Limoniidae). De soort komt voor in het Palearctisch gebied.